# Buxtehude (Duitsland)
Buxtehude of in het Nederduits Buxthu is een plaats in de Duitse deelstaat Nedersaksen, die als selbständige Gemeinde deel uitmaakt van de Landkreis Stade. De stad telt 40.026 inwoners.

## Indeling van de gemeente

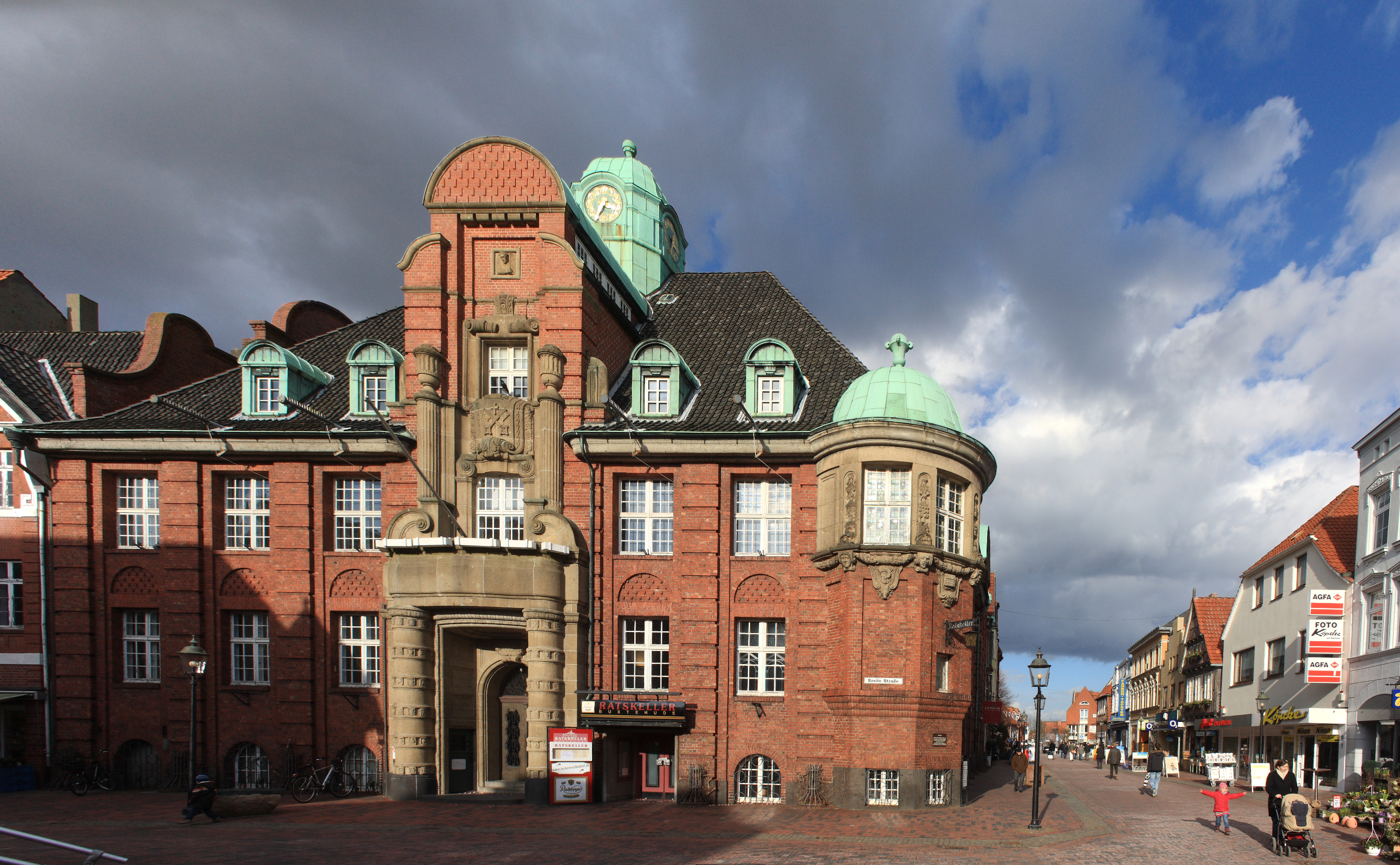
Stadhuis (1913)

Naast de stad omvat de gemeente ook de negen kernen (acht stadsdelen):
- Dammhausen, een langgerekt wegdorp in de polder, ten noordwesten van de stad
- Eilendorf, ten zuiden van de stad
- Daensen, ten zuiden van Eilendorf; tussen deze twee plaatsen in ligt Pippensen (officieel een wijk van Daensen)
- Immenbeck, ten zuidoosten van de stad
- Neukloster, ten westen van de stad
- Hedendorf, ten westen van Neukloster
- Ottensen, ten zuidwesten van de stad
- Ovelgönne, ten oosten van de stad
  - Ketzendorf, direct ten zuidoosten van Ovelgönne. Een procedure, om Ovelgönne en Ketzendorf tot één stadsdeel Ovelgönne/Ketzendorf te laten samengaan, was zeker al vóór maart 2012[2] voltooid.

Deze negen plaatsen waren tot juli 1972 zelfstandige gemeentes. Daarna werden ze in het kader van een gemeentelijke herindeling stadsdelen van Buxtehude.

### Bevolkingsstatistiek
Aan de website van de gemeente, die in 2023 een PDF-document Bevölkeringsstatistik 2020 bevatte, zijn de volgende bevolkingscijfers ontleend:
- Buxtehude-stad 32.114 personen
- Daensen 367
- Dammhausen 782
- Eilendorf 760
- Hedendorf 1.867
- Immenbeck 1.063
- Neukloster 1.976
- Ottensen 1.298
- Ovelgönne en Ketzendorf 618

Totaal: 40.845 personen, exclusief tweede-woningbezitters.
Van deze mensen was in 2020 88,1% Duitser en 11,9% buitenlander.
Van deze mensen was in 2020 34% evangelisch-luthers en 7% rooms-katholiek. De overige 59% was een andere godsdienstige groepering toegedaan, atheïst of had uit privacy-overwegingen de godsdienstige voorkeur niet aangegeven.

## Geografie, infrastructuur
Buxtehude ligt aan de rivier de Este, een zijriviertje van de Elbe; de monding van de Este is ongeveer 10 km ten noorden van de stad gelegen. De gemeente ligt ten dele ongeveer op zeeniveau in de laaggelegen Elbmarsch, polderland langs de oevers van de Elbe, en ten dele in tot 50 meter hoger, als Geest aangeduid gebied. Verder zuidelijk ligt de Lüneburger Heide. De grote stad Hamburg ligt circa 25 km ten noordoosten, en Stade 20 km ten noordwesten van Buxtehude.

### Buurgemeentes
- In het noorden en westen: Jork, in het Alte Land, en het tot die gemeente behorende Estebrügge
- In het oosten: Neu Wulmstorf
- In het zuidoosten: Elstorf, gemeente Neu Wulmstorf
- In het zuiden: Moisburg, in de Samtgemeinde Hollenstedt, direct ten zuiden van Buxtehude-Daensen
- In het zuidwesten: Apensen
- In het westen: Harsefeld
- In het noordwesten: Horneburg

### Infrastructuur

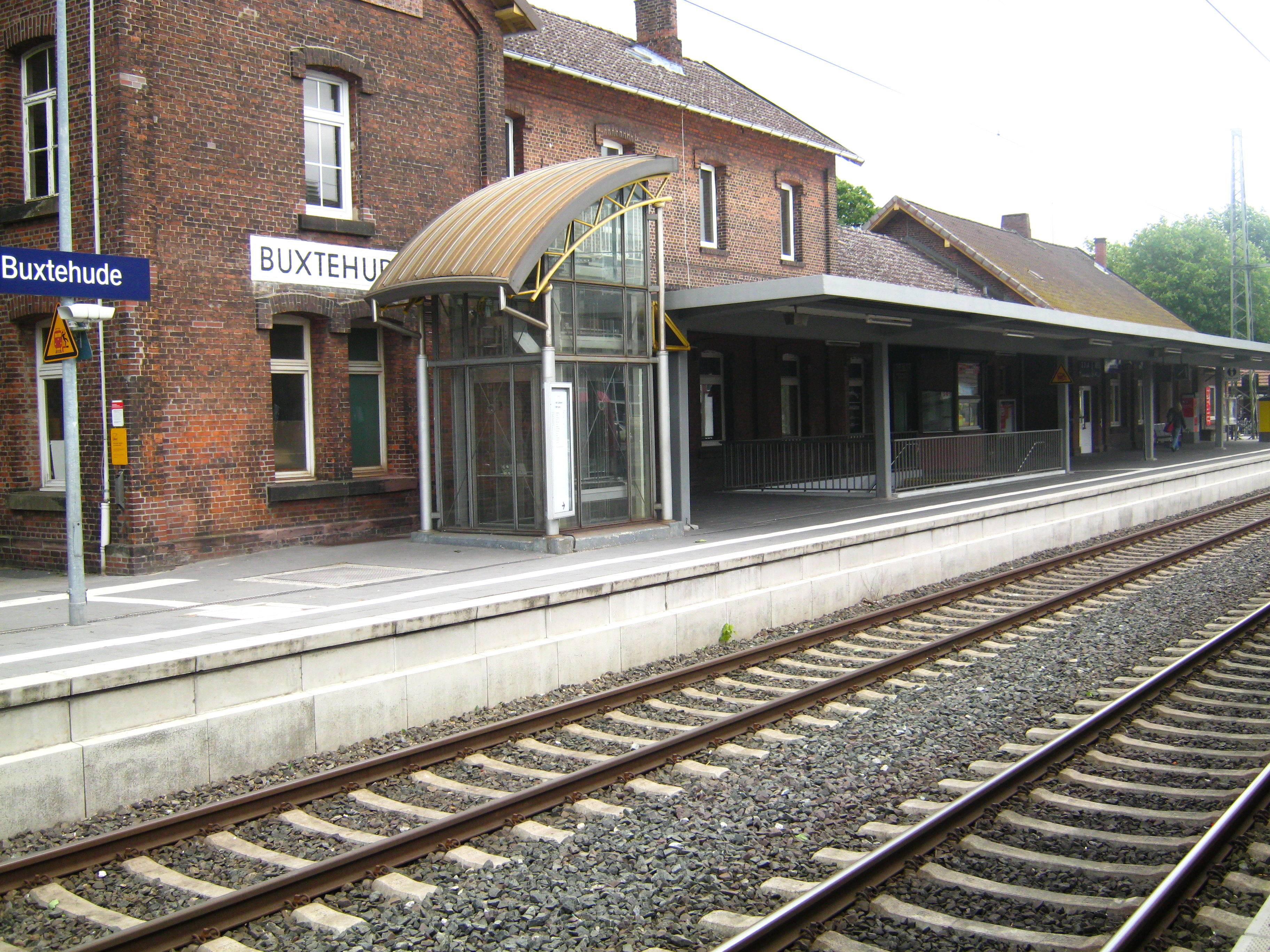
Station
Lijnennetkaart S-Bahn van Hamburg
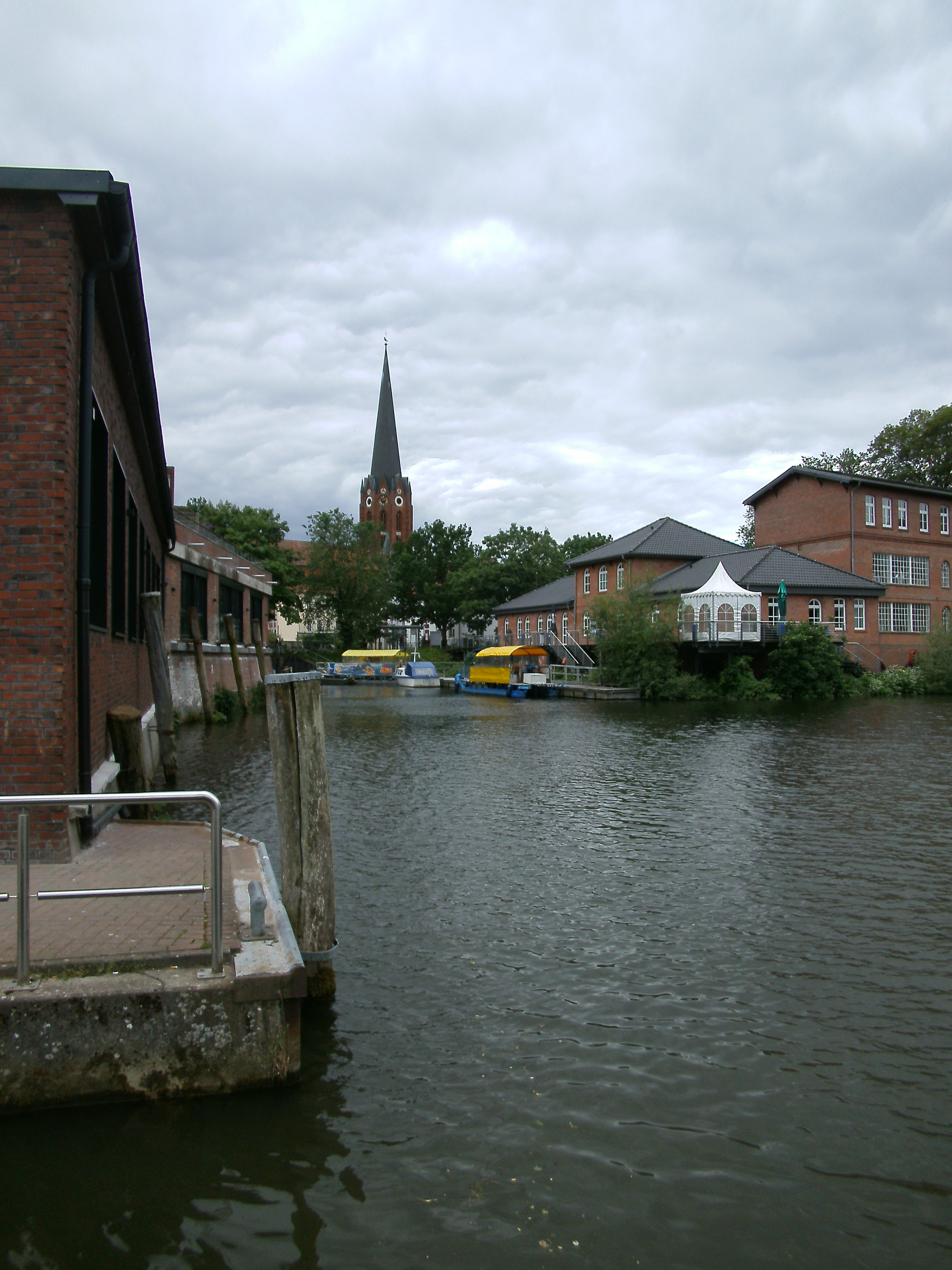
Haven voor sport- en plezierboten te Buxtehude

Door de stad loopt, van west naar oost, de Bundesstraße 73. Ten noorden van de stad langs loopt, eveneens van west naar oost, de nog niet overal afgebouwde Autobahn A26. Deze twee wegen zijn in de buurt van Buxtehude op voorlopig twee plaatsen met elkaar verbonden:
- ten westen van de stad, de afrit Jork, middenin de polder halverwege Ladekop, gemeente Jork, en Neukloster, gemeente Buxtehude
- ten oosten van de stad, als onderdeel van de Bundesstraße 3, de afrit naar de rondweg om Neu Wulmstorf; de afsplitsing B3/B73 is gesitueerd in Ovelgönne, een stadsdeel van Buxtehude, dat ten oosten van de eigenlijke stad ligt.

Station Buxtehude, geopend in 1881, ligt aan de spoorlijn Cuxhaven- Hamburg-Harburg v.v.. Ook het bijna 4 km ten westen van het centrum gelegen Neukloster heeft een stationnetje aan deze lijn, die als lijn S 3 bediend wordt door de S-Bahn van Hamburg. Bijzonder is, dat sinds 2022 op het traject naar Cuxhaven  v.v. treinen rijden, die waterstof als energiebron gebruiken. Op Station Buxtehude takt van deze lijn een andere spoorlijn af, naar Harsefeld, waar men op de stoptrein naar Bremerhaven kan overstappen. Het busstation van Buxtehude, begin- en eindpunt van enkele stadsbus-, streekbus- en schoolbuslijnen, ligt bijna een kilometer ten noordoosten van het treinstation. Wel zijn er bij het treinstation enige bushaltes aanwezig.
De Este is benedenstrooms van de binnenhaven in de stad in principe bevaarbaar voor kleine vrachtschepen. De binnenhaven zelf is overigens, omdat de Este niet diep genoeg meer is, alleen nog maar voor de pleziervaart bruikbaar, en in geval van droogte helemaal niet. Aan de westkant van het centrum loopt een met de Este verbonden gracht met de naam Fleth.

## Economie
In Buxtehude zijn vestigingen van enige belangrijke industriële en handelsconcerns aanwezig. Veel bedrijven zijn gesitueerd ten zuiden van het stadscentrum en de spoorlijn, aan de B73. De voornaamste hiervan zijn:
- Airbus, fabriek van vliegtuigonderdelen, waaronder communicatiemiddelen
- NSB Niederelbe, rederij: alleen het hoofdkantoor van dit bedrijf zetelt te Buxtehude
- Unilever, productie van o.a. doucheschuim, deodorant e.d. van het merk Axe
- Implantcast, fabriek van protheses met 600 medewerkers

Daarnaast zijn er verscheidene middelgrote bedrijven in o.a. de metaalsector, de machinebouw en de bouwnijverheid gevestigd, en verder midden- en kleinbedrijf van plaatselijke of regionale betekenis.

## Hoger onderwijs
Sedert 2004 bestaat in Buxtehude de Hochschule 21, waar men de graden Bachelor en MBA kan behalen in vakgebieden, die te maken hebben met de bouwnijverheid en de zorg. De instelling staat erom bekend, dat ze de studenten veel van hun studietijd laat besteden aan werk in de praktijk. Zo kunnen hier afgestudeerden o.a. bouwkundig of werktuigbouwkundig ingenieur, architect, hoofdverpleegkundige of fysiotherapeut worden.

## Geschiedenis

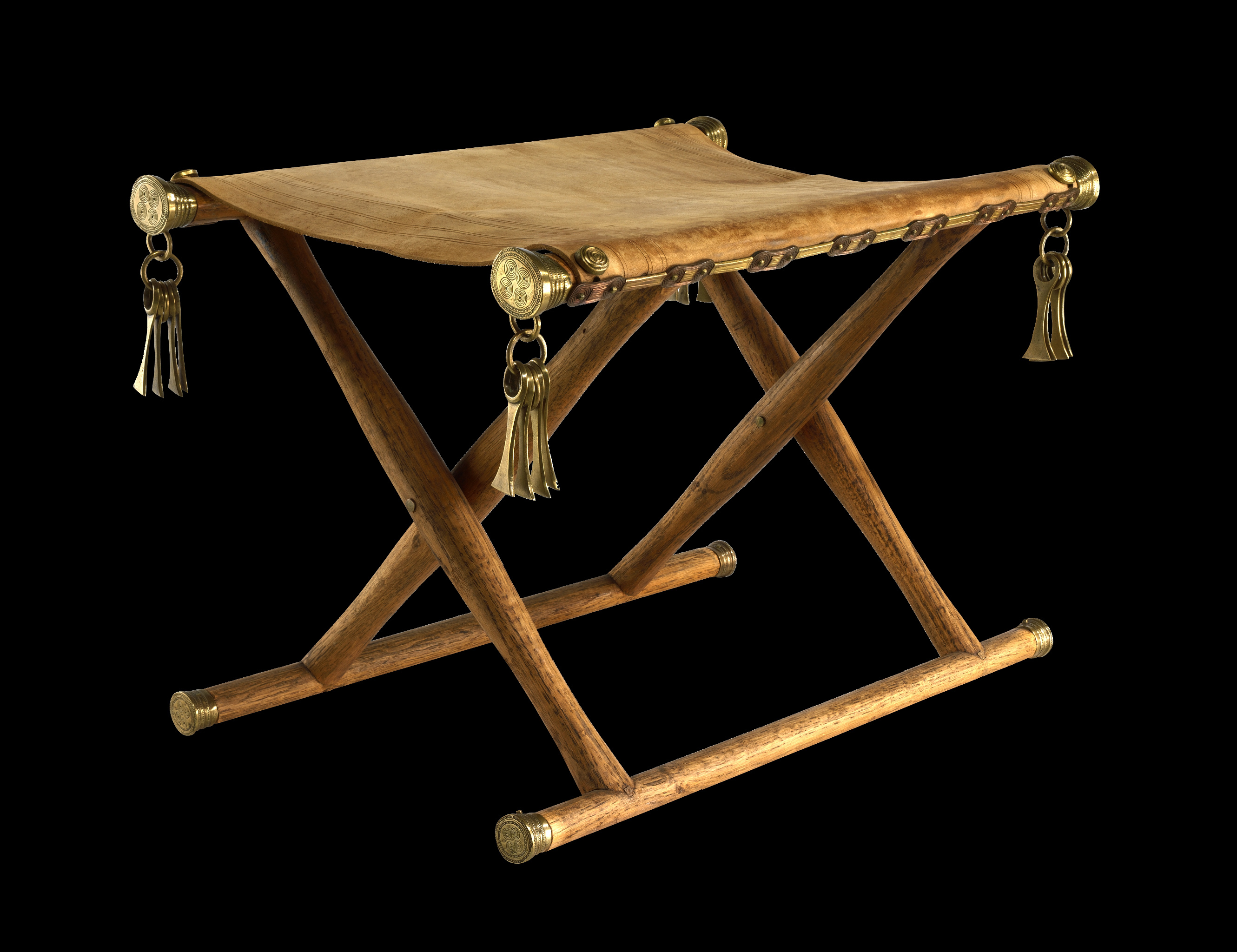
Klapstoel van Daensen (reconstructie)
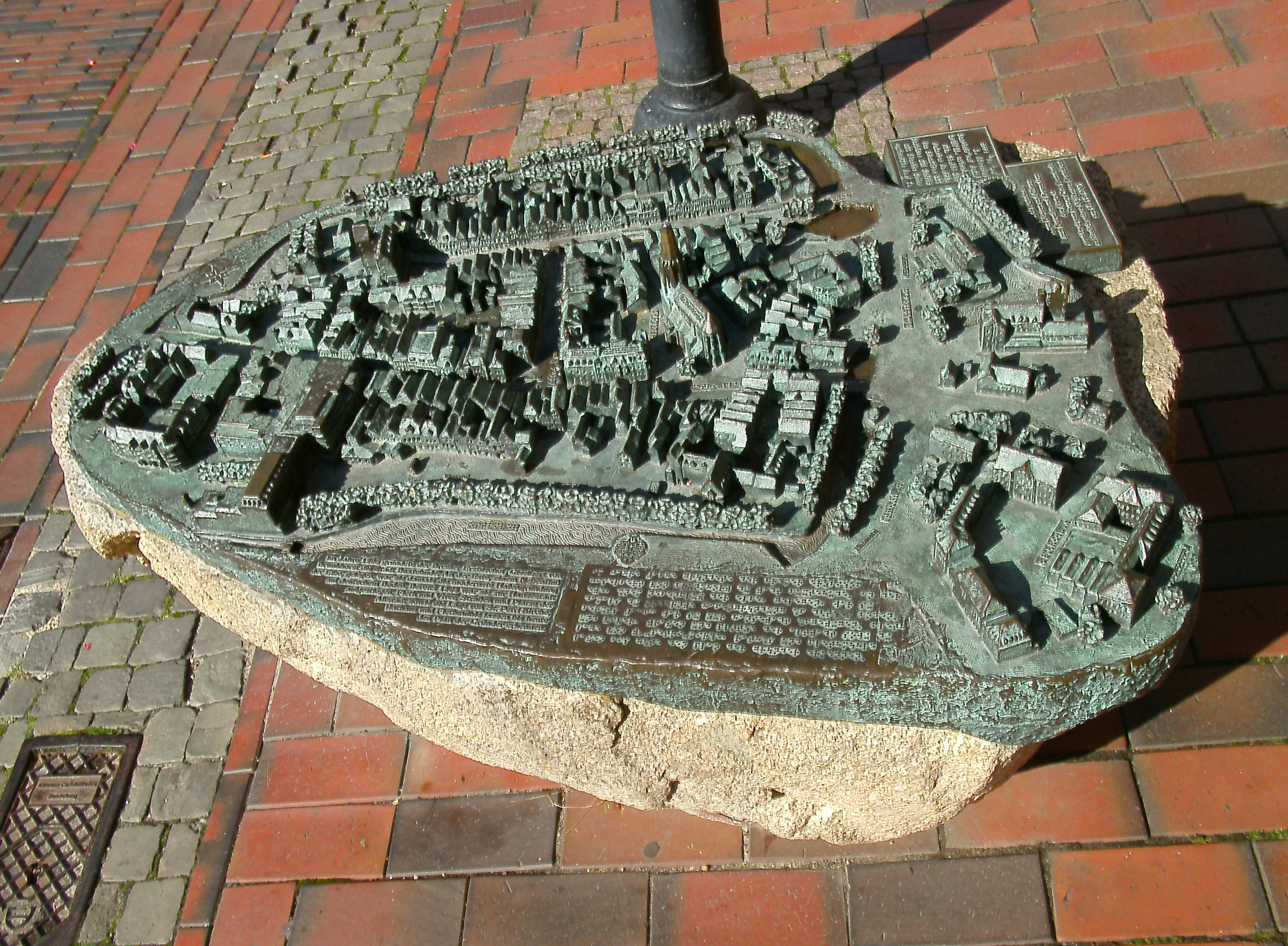
Maquette van de oude stad van Buxtehude
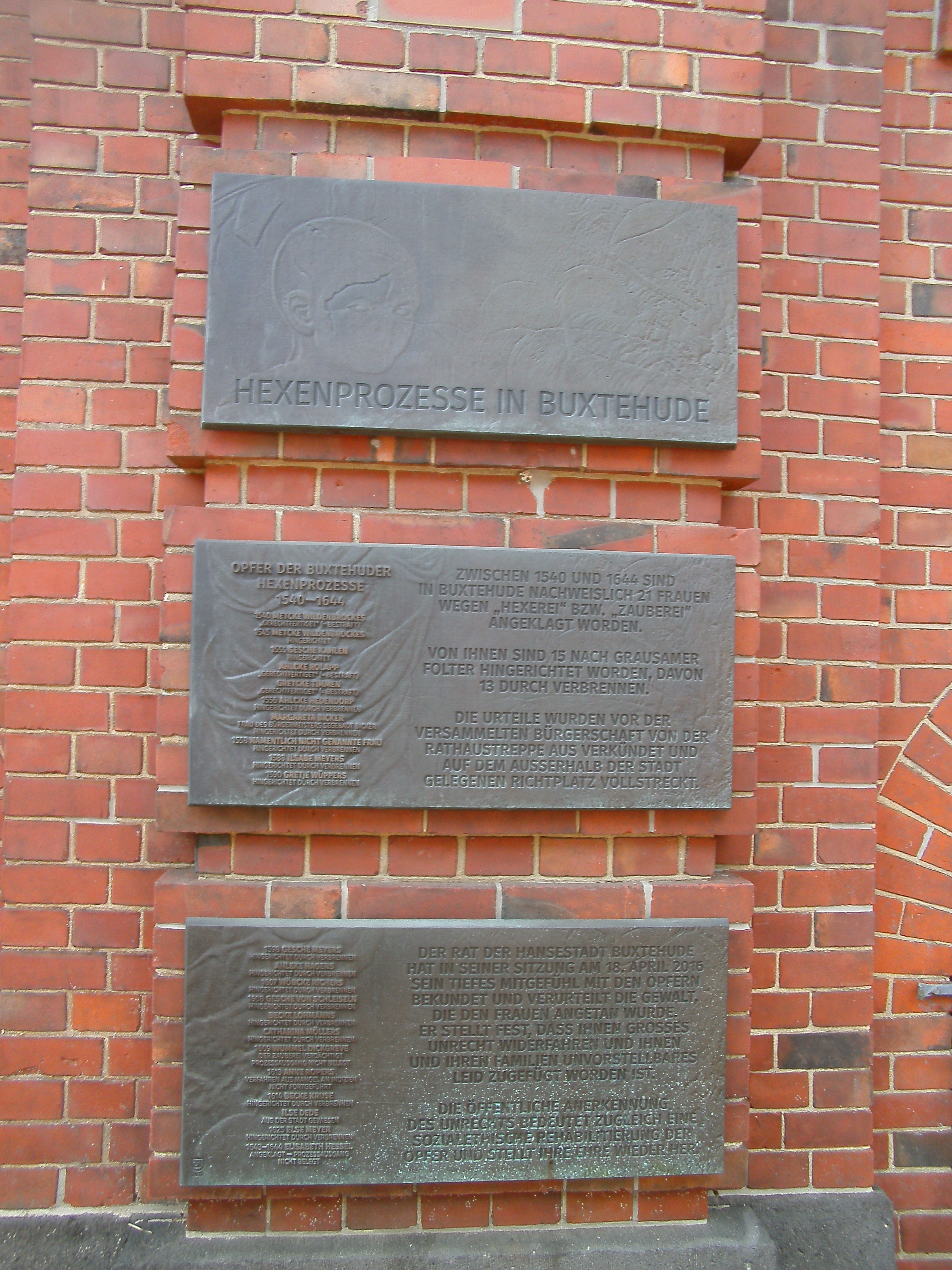
Gedenkplaquettes heksenvervolging (2017)

De locatie van de huidige gemeente Buxtehude was reeds in de Bronstijd en de IJzertijd bewoond; zie wat onder Trivia vermeld is over de vondst van een broodje bij Ovelgönne.
Daensen is vooral bekend geworden, doordat een plaatselijke boer in 1897 bij toeval een grafheuvel uit de Bronstijd opgroef. Daarbij werd een mensenschedel gevonden, die helaas verloren ging, maar ook, bij een tweede opgraving in 1899, een aantal, ten dele vergulde, bronzen voorwerpen, die dienden als verbindingsstukken van een zgn. Klapphocker, een soort klapstoel. De klapstoel, gedateerd omstreeks 1400 v.Chr., is gereconstrueerd en tentoongesteld in het Archeologische Museum Hamburg te Hamburg-Harburg.
Bij Immenbeck is in 2006 de opgraving voltooid van een belangrijk grafveld uit de periode der Grote Volksverhuizing, dus aan het begin der middeleeuwen, dat aan de Saksen wordt gelinkt.
Een boerengehucht, genaamd Buochstadon wordt in een uit 959 daterend document vermeld. In 1135 wordt een nederzetting Buchstadihude vermeld. De naam wordt door de meeste geleerden verklaard als klein haventje of aanlegplaats (Hude) van een nederzetting (Stade, modern Duits: Stadt/ Stätte) nabij veel beukenbomen. In 1196 schonken lokale edelen grond voor de oprichting van een benedictinesser nonnenklooster. Dit Alte Kloster was in de middeleeuwen belangrijk en speelde een rol bij de ontginning van het ten noorden en westen van de huidige stad gelegen rivierpoldergebied Alte Land. In 1285 werd, 1½ kilometer van de al bestaande nederzetting vandaan, rondom een nieuw aangelegd havencomplex (waarvoor ook de, nog bestaande, gracht Fleth werd gegraven) planmatig de nieuwe stad gebouwd, het huidige centrum van Buxtehude. Dit gebeurde in opdracht van aartsbisschop Gijsbert van Bronkhorst. Eén van de smalle vestinggrachten kreeg de Nederlandse naam vijver (verbasterd tot Viver); ook deze gracht bestaat nog. In 1287 kreeg Buxtehude een jaarmarkt, en rond 1350 beperkt stapelrecht voor de graanhandel. Aartsbisschop Burchard Grelle van Bremen verleende Buxtehude in 1328 stadsrecht naar het model van Stade. In of vóór 1363 werd Buxtehude lid van de Hanze. In de late middeleeuwen en de 16e eeuw was de stad van belang voor de handel in graan (o.a. doorvoer naar Nederland en Vlaanderen) en, ook in de 17e eeuw nog, in vee (vervoer van ossen op de route Denemarken-Nederland, voor de vetweiderij). Daarbij speelde een rol, dat Buxtehude beschikte over een regelmatige veerverbinding over de Elbe. Dit veer nam vanaf de 18e eeuw in betekenis af, toen de stad Harburg bij Hamburg deze rol overnam.
In 1541 werd Buxtehude als gevolg van de Reformatie evangelisch-luthers. Tussen 1540 en 1644 vonden 18 vrouwen, die van hekserij waren beschuldigd, na een heksenproces en daarop volgende executie op gruwelijke wijze de dood. Zij werden in 2016 formeel gerehabiliteerd, en te hunner nagedachtenis is in de stad in 2017 een aantal gedenkplaquettes aangebracht.
De Dertigjarige Oorlog (1618-1648) bracht Buxtehude veel ellende: er deed zich een pestepidemie voor, en de stad werd enkele malen aangevallen en ingenomen. Na de Vrede van Münster (1648) was de stad tot 1712 deel van het onder de Zweedse kroon ressorterende Bremen-Verden, en vanaf 1715, na een kort Deens intermezzo, van het Keurvorstendom Brunswijk-Lüneburg.
Na de Napoleontische periode was Buxtehude deel van het Koninkrijk Hannover. In deze tijd begon , na vele decennia van economische achteruitgang, de industrialisering. De stad lag gunstig aan de in die tijd nog voor veel vrachtschepen bevaarbare Este, en er vestigden zich industrieën. In 1866 kwam de stad aan Pruisen en in 1871 aan het Duitse Keizerrijk, en in 1881 kreeg Buxtehude aansluiting op het spoorwegnet. In de 19e eeuw vestigden zich o.a. een belangrijke papierfabriek (in Altkloster) en fabrieken van o.a. cement, lederwaren en schepen in de stad.
Over de geschiedenis van Buxtehude in de periode 1890-1945 is zeer weinig bekend. Waarschijnlijk deden zich er in deze periode geen belangrijke gebeurtenissen voor.
Van 1940 tot 1994 stond in de stad een grote kazerne, de Estetal-Kaserne, die tot 1945 van de Wehrmacht, van 1945-1957 van de British Army of the Rhine en daarna van de Bundeswehr was. Deze kazerne is grotendeels gesloopt om voor o.a. een bedrijfsverzamelgebouw, scholen en woningbouw plaats te maken. Enkele gebouwen van het complex zijn in deze nieuwe stadswijk geïntegreerd.
In 2010 werd nabij het bestaande stadhuis (Rathaus) het nieuwe stadskantoor, in het Duits Stadthaus genaamd, geopend.

## Bezienswaardigheden, evenementen
- De in 1320 voltooide, gotische, evangelisch-lutherse Sint-Pieterskerk (Petrikirche), met toren van na 1854, bevat o.a. een kansel uit 1674 en twee monumentale kerkorgels.
- Het in een in 1913 gebouwde imitatie van een historisch vakwerkhuis gevestigde streekmuseum (Heimatmuseum) werd na uitbreiding met twee naastgelegen panden en renovatie in 2021 heropend als Buxtehude Museum. Tot de collectie behoren enige waardevolle objecten van kerkelijke kunst uit o.a. de middeleeuwen. Verder zijn er bijzondere archeologische vondsten te zien, waaronder glazen voorwerpen, die in 2004-2006 uit een Saksisch grafveld bij Immenbeck werden opgegraven. Het betreft hier voorwerpen, die door Germanen uit het cultuurgebied van het in de 4e of 5e eeuw nog Romeins gekleurde Rijnland waren geïmporteerd. Alle grafvondsten van Immenbeck worden gedateerd tussen de 4e en de 6e eeuw. Eén van die objecten, een als Rüsselbecher[8] beschreven glazen beker met slurfvormige versieringen, kan als een topstuk van internationaal belang worden beschouwd.
- Diverse oude huizen in de historische binnenstad zijn schilderachtig; ook in de dorpen rondom staan nog enkele voor de omgeving van het Alte Land karakteristieke boerderijen, met rechthoekige, witgeverfde vakwerkconstructie.
- De 16e-eeuwse stadstoren Marschtorzwinger is een museum met wisselende kunsttentoonstellingen
- Tussen Hedendorf, Neukloster en de westkant van de stad zelf ligt een 6,11 vierkante kilometer groot bosgebied, het Neukloster Forst. Een gedeelte van dit gebied is productiebos, een ander gedeelte (260 hectare) is onder de naam Neuklosterholz natuurreservaat. Veel inwoners van Buxtehude komen hier recreëren. In deze bossen zijn enige begraafplaatsen gelegen. In het gehele Neukloster Forst zijn fraaie beukenbomen aanwezig. Ook zijn er enige vijvers en beekjes in het gebied te vinden.
- De jaarlijkse uitreiking van de Buxtehuder Bulle, een literatuurprijs voor jeugdboeken
- In de stad worden jaarlijks talrijke evenementen op het gebied van film, toneel en uiteenlopende soorten muziek gehouden. Ook zijn er de ook in veel andere plaatsen gebruikelijke evenementen zoals een schuttersfeest, kermis, kerstmarkt e.d. Al deze evenementen zijn van ten hoogste regionale betekenis.

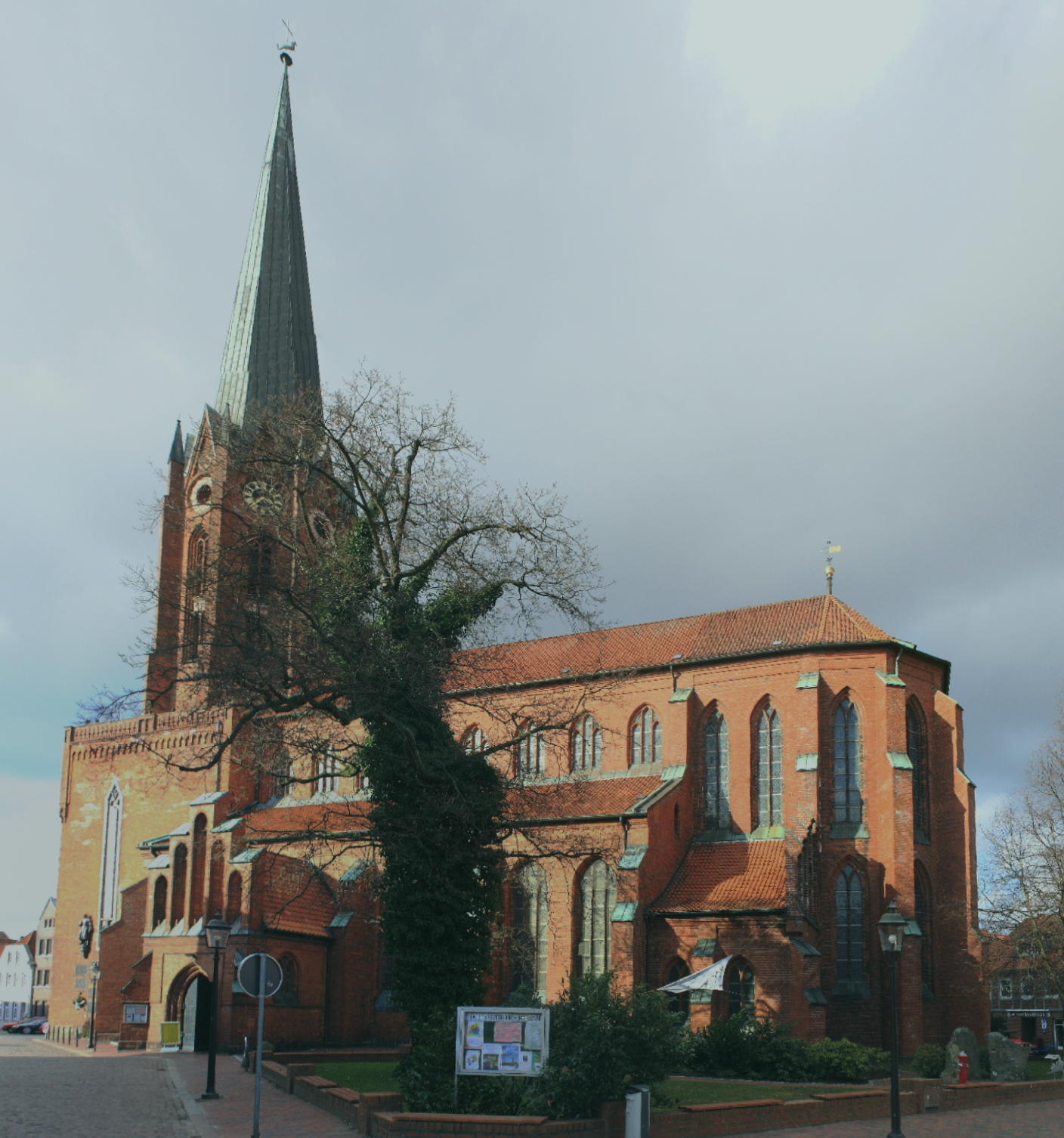
De Sint-Pieter van Buxtehude
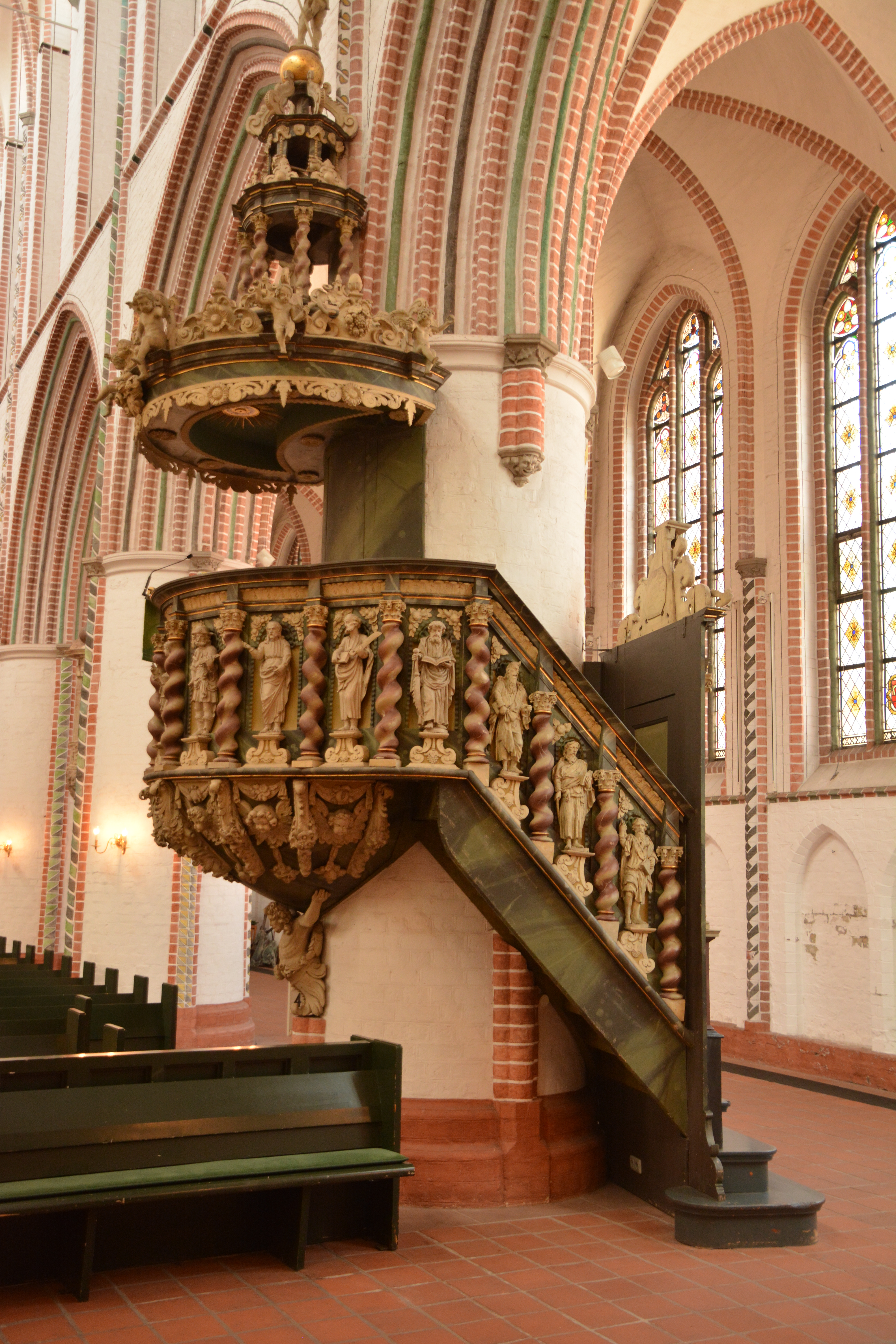
Kansel in deze kerk
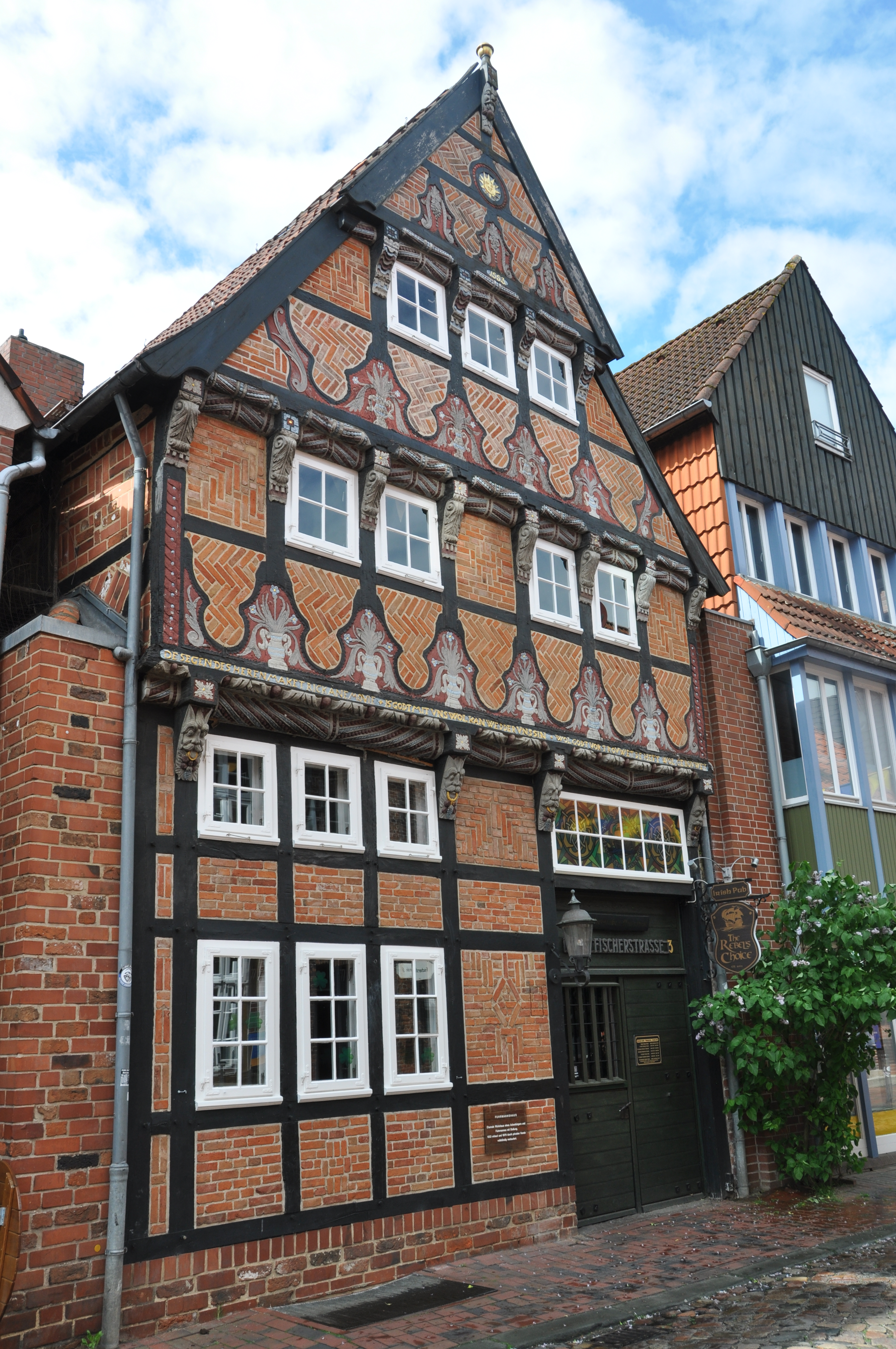
Huis aan de Fischerstraße (oorspronkelijk bouwjaar 1553)
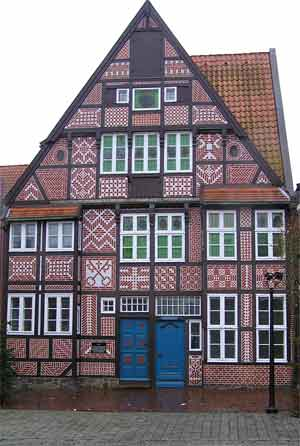
Buxtehude-Museum, huis uit 1913 Altes Heimatmuseum
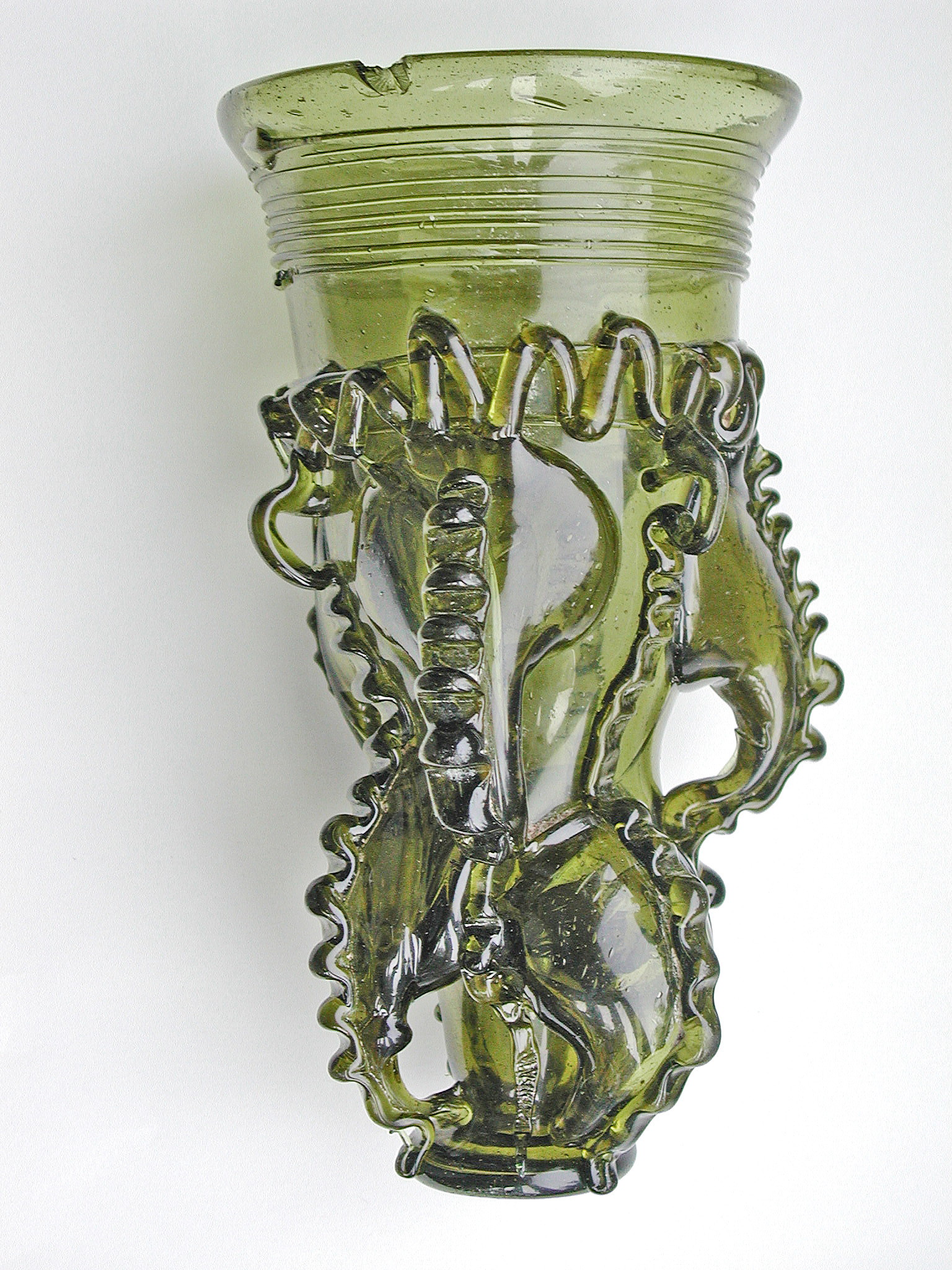
Rüsselbecher, glas, grafvondst uit Immenbeck, in het Buxtehude-Museum
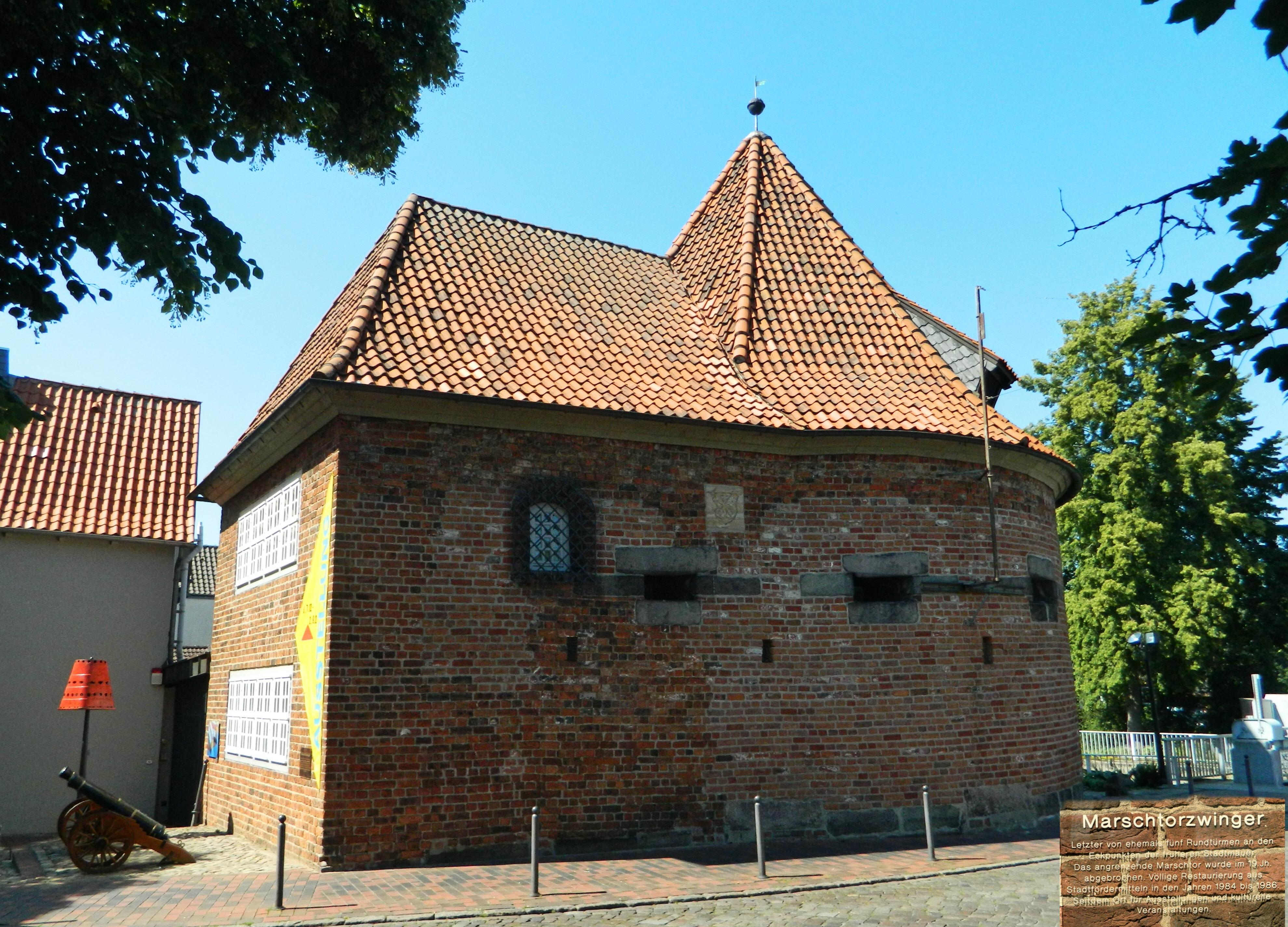
Stadstoren Marschtorzwinger
Interieur van dit gebouw tijdens een kunsttentoonstelling in 2020
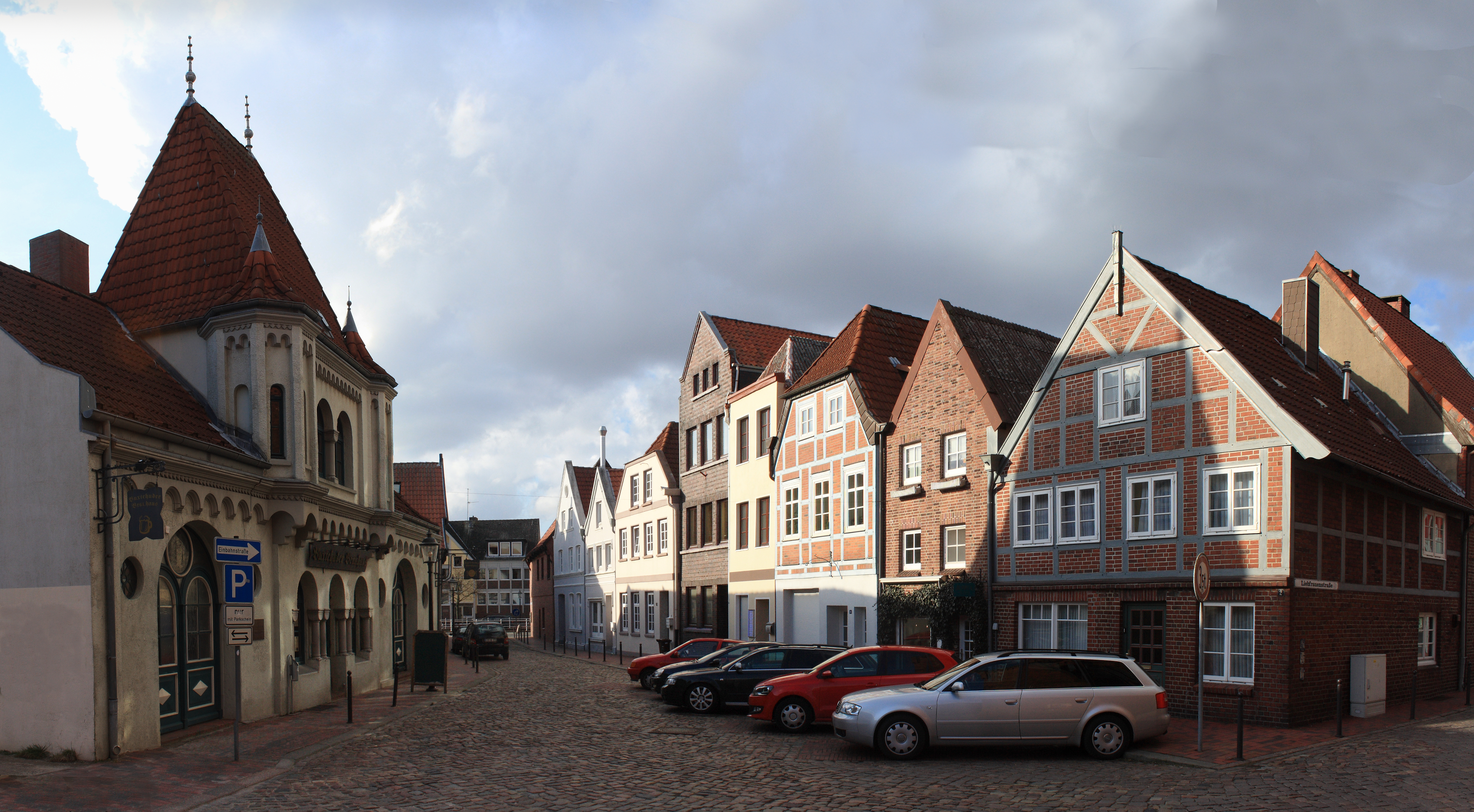
Oude huizen aan de Kirchenstraße
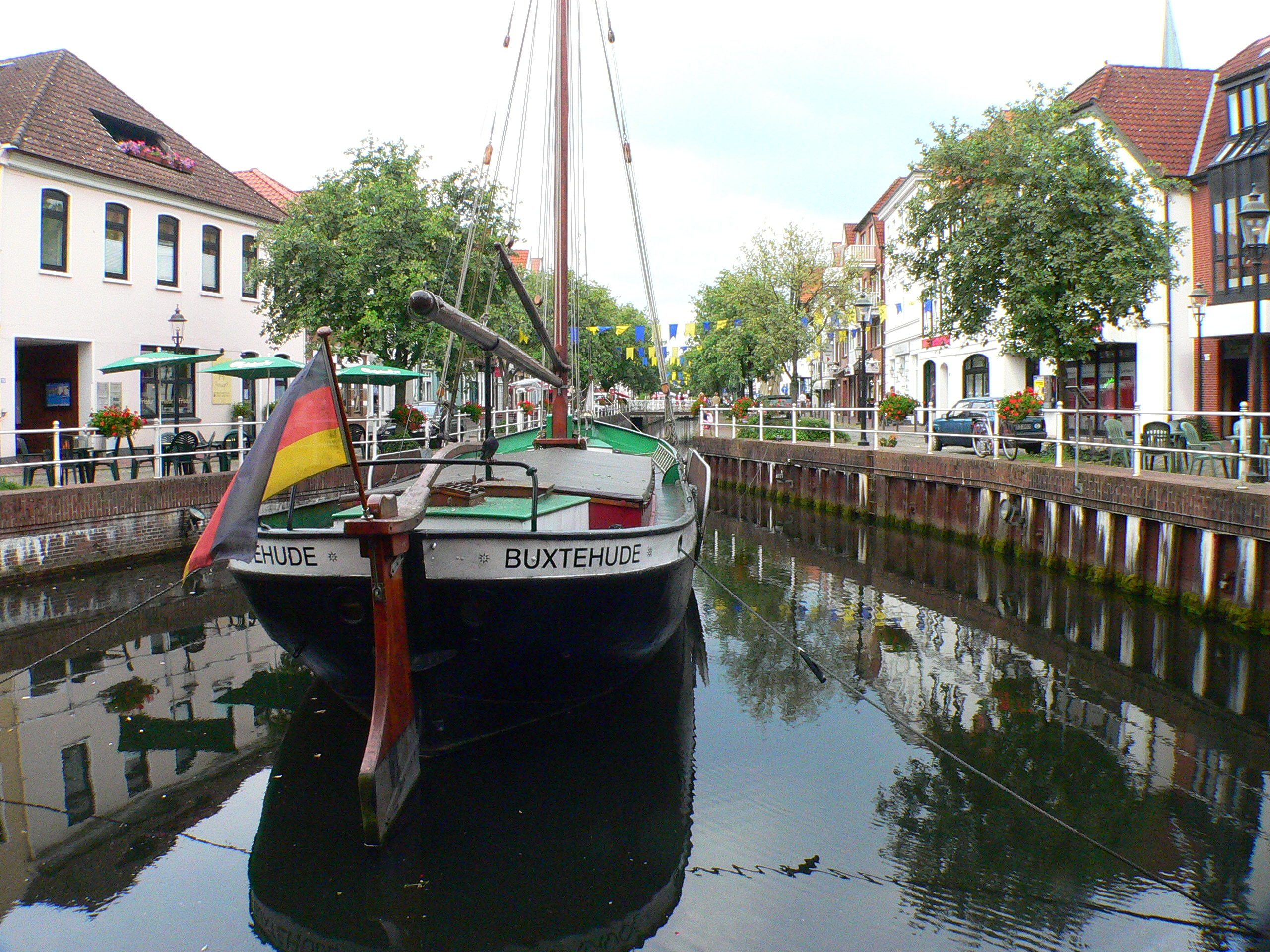
Historisch vrachtscheepje Margareta, bouwjaar 1897, type Ewer, op het Fleth te Buxtehude
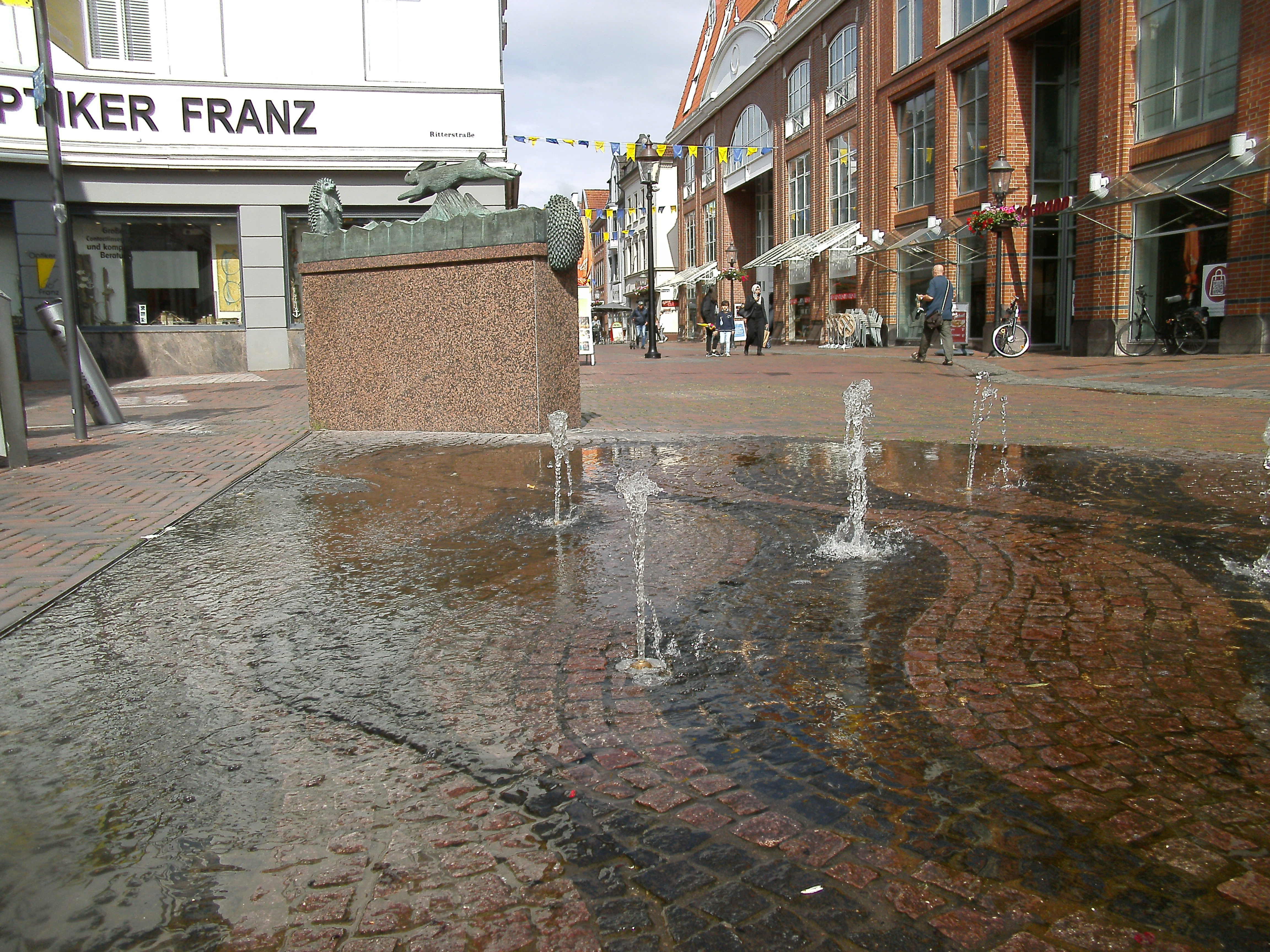
Haas-en-egel-fontein
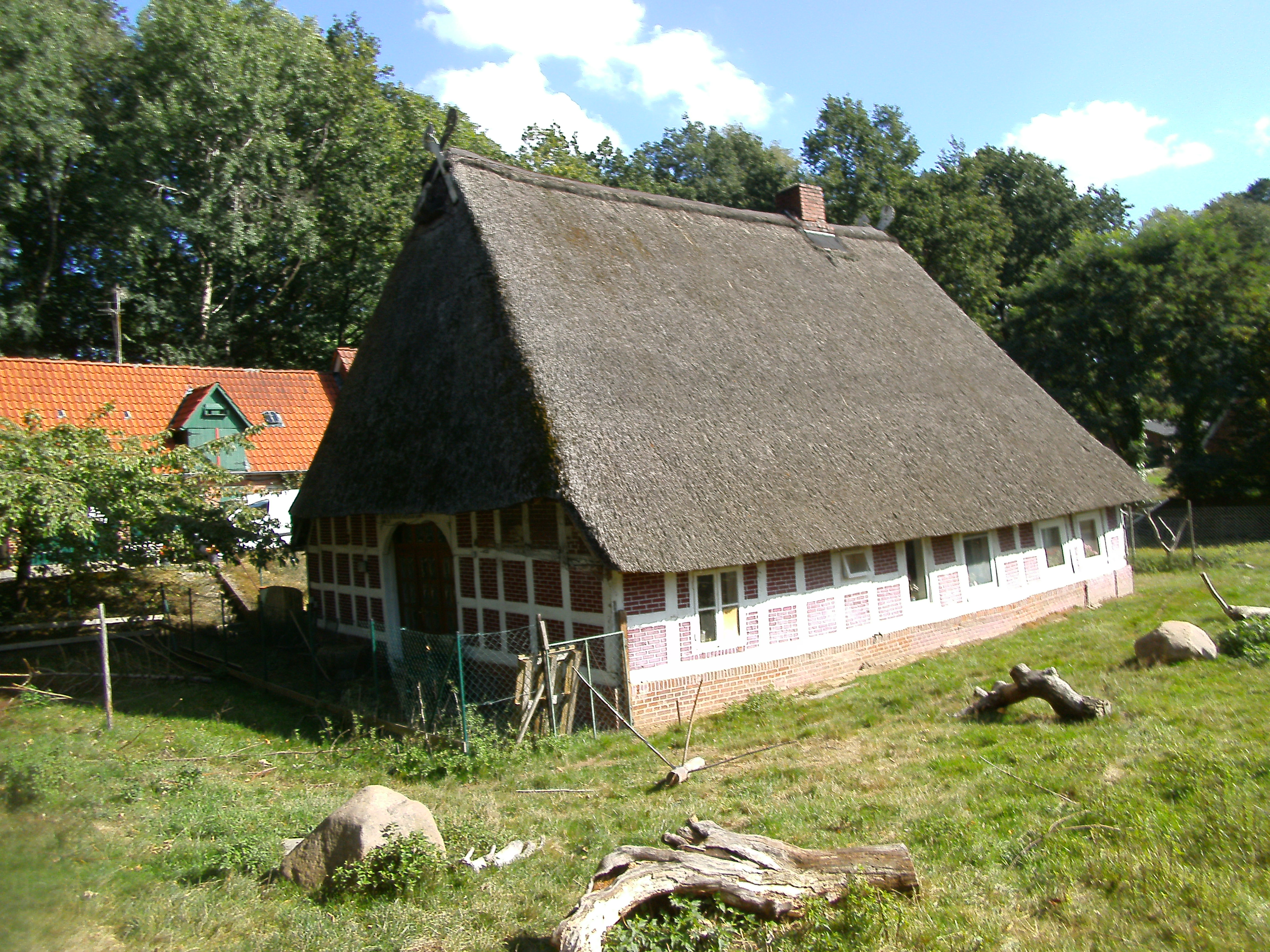
Boerderijtje te Ottensen (eind 18e eeuw)
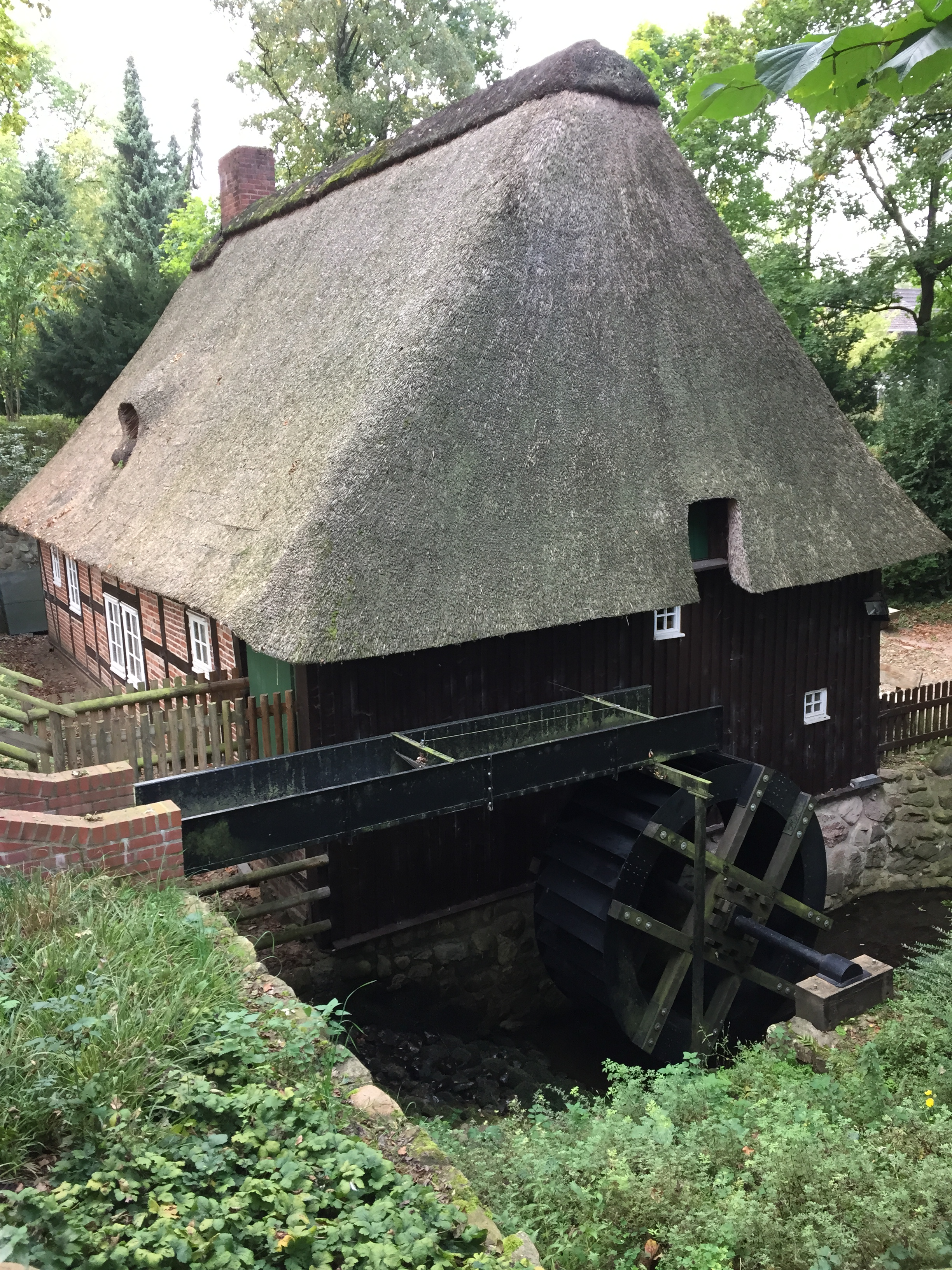
Watermolen van Ovelgönne
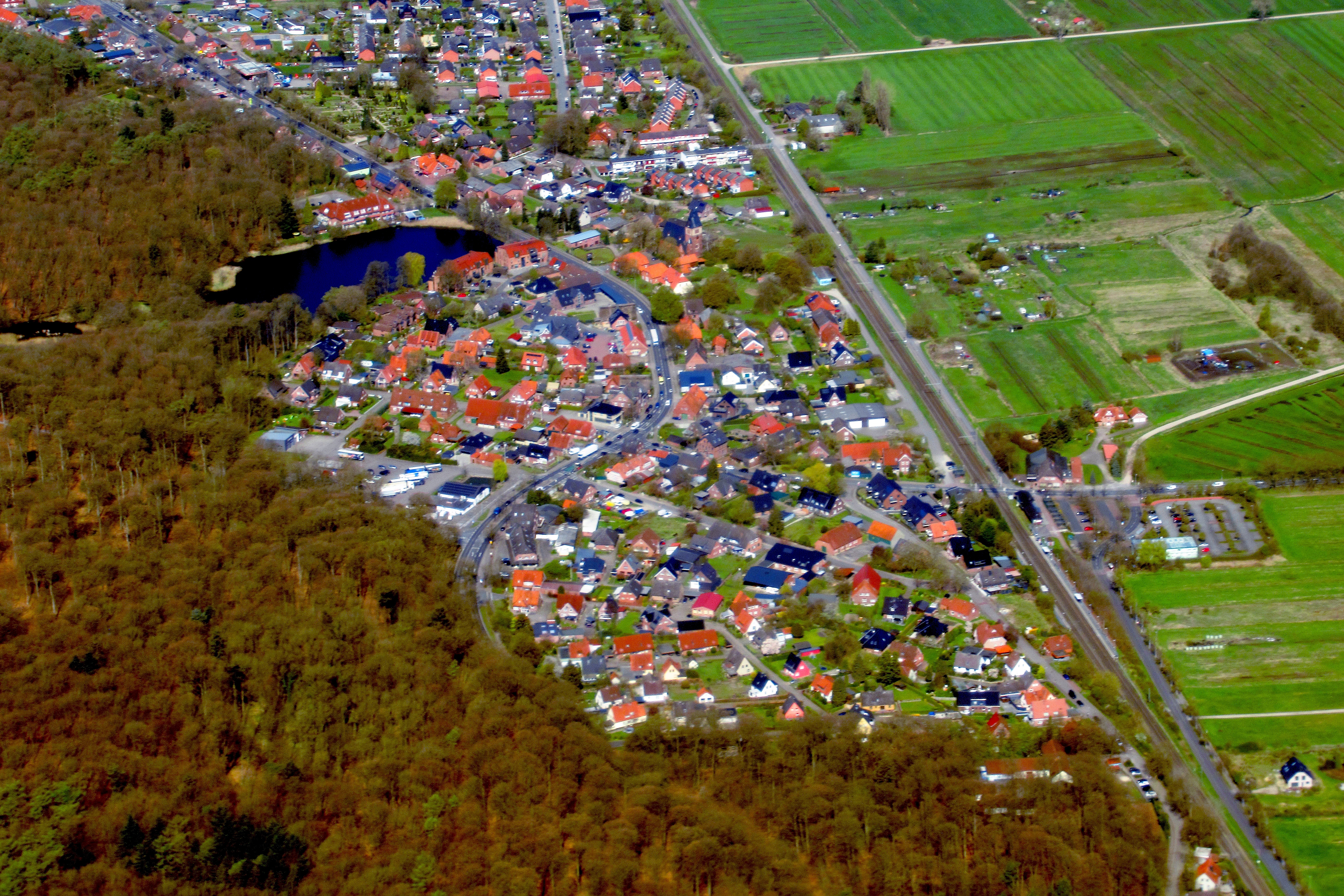
Neukloster, vanuit het oosten gezien (2023); links een deel van het Neukloster Forst; rechts de spoorlijn.
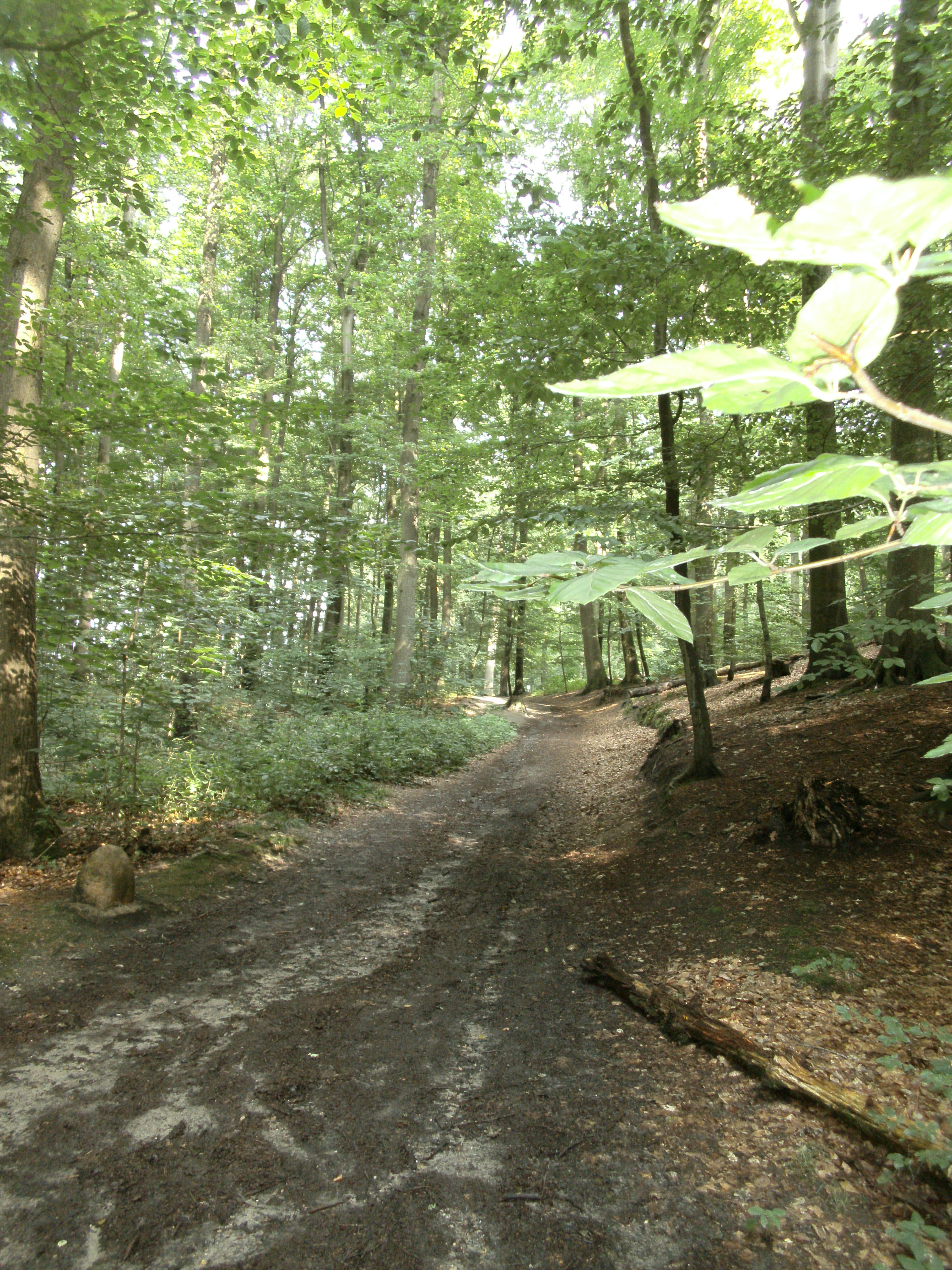
Bospad (links een historische grenssteen) in het Neukloster Holz

## Sport

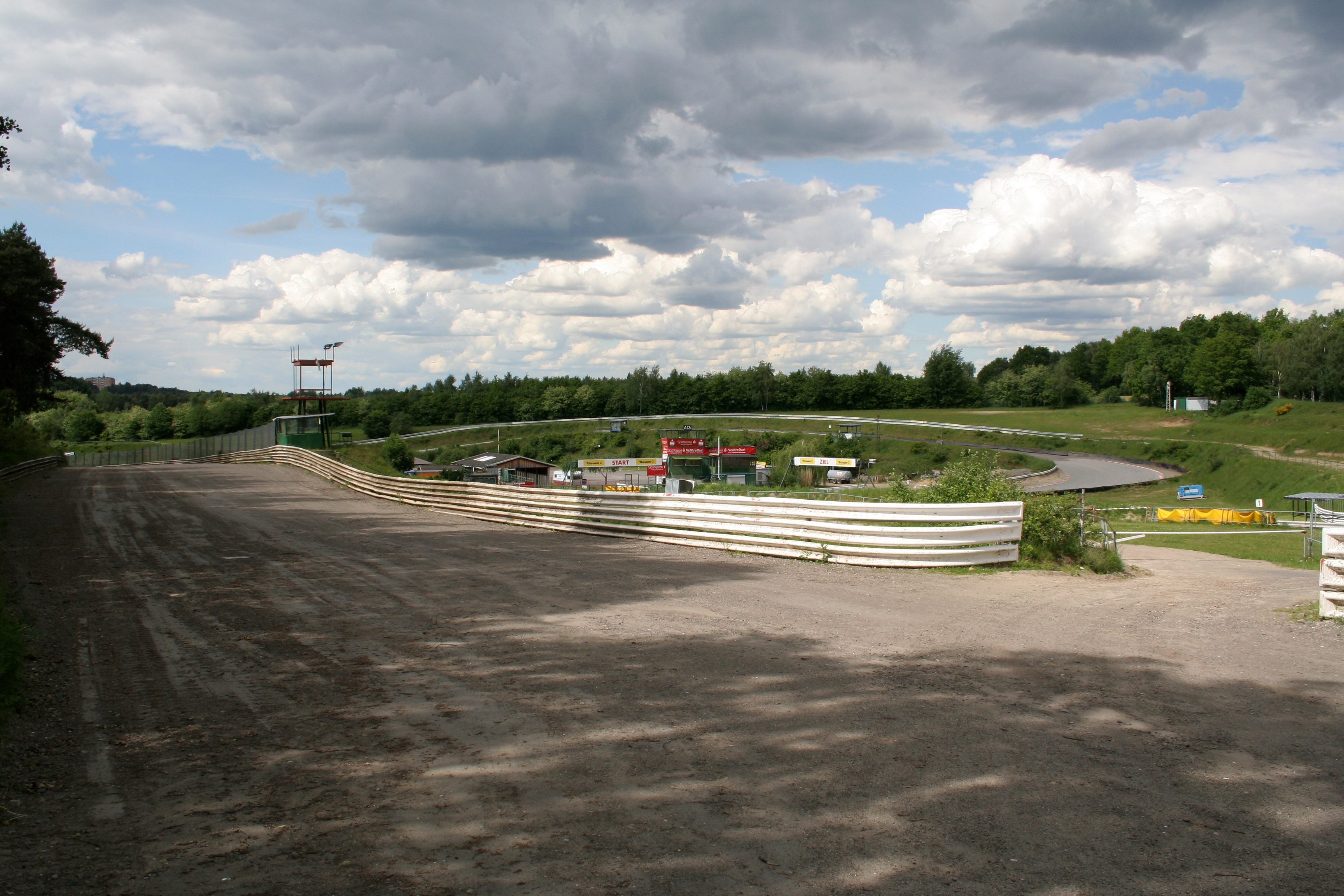
Rallycrossbaan Estering

Buxtehude beschikt over een ook buiten Duitsland bekend racecircuit voor de rallycross, een tak van autosport, en wel de Estering. Deze bevindt zich 1½ kilometer ten zuiden van de B73 aan de weg via Pippensen naar Moisburg. Het parcours is circa 950 meter lang, en een race kan door maximaal 15.000 toeschouwers bezocht worden.
De plaatselijke multi-sportvereniging BSV is befaamd om haar vrouwen-handbalploeg, die in diverse jaren meestreed om het nationaal kampioenschap, en ook internationaal enkele grote successen behaalde. De Nederlandse oud-handbalkeepster Debbie Klijn was er van 2006-2011 trainster en is er thans (2023) keeperstrainster.

## Partnergemeenten
Buxtehude onderhoudt jumelages met:
- Blagnac bij Bordeaux, (Frankrijk), sedert 1985, beide steden hebben een Airbus-fabriek
- Ribnitz-Damgarten (Mecklenburg-Voor-Pommeren), sedert 1990

## Bekende personen in relatie tot de gemeente

### Geboren
- Margarete Winter (1857-1934), dochter van èn getrouwd met een rijke industrieel, één der eerste vrouwen die in een Opel een autotocht zonder chauffeur van 5.000 kilometer ondernam (1905); zij werd verder bekend als degene, die vóór Adolf Hitler het buitenhuis Berghof in Obersalzberg bezat (en aan hem verkocht in 1933).
- Alexander Nouri (1979), voetballer

### Overigen
- Michael Schulte, geboren in 1990 te Eckernförde, zanger, woont in Buxtehude

## Trivia

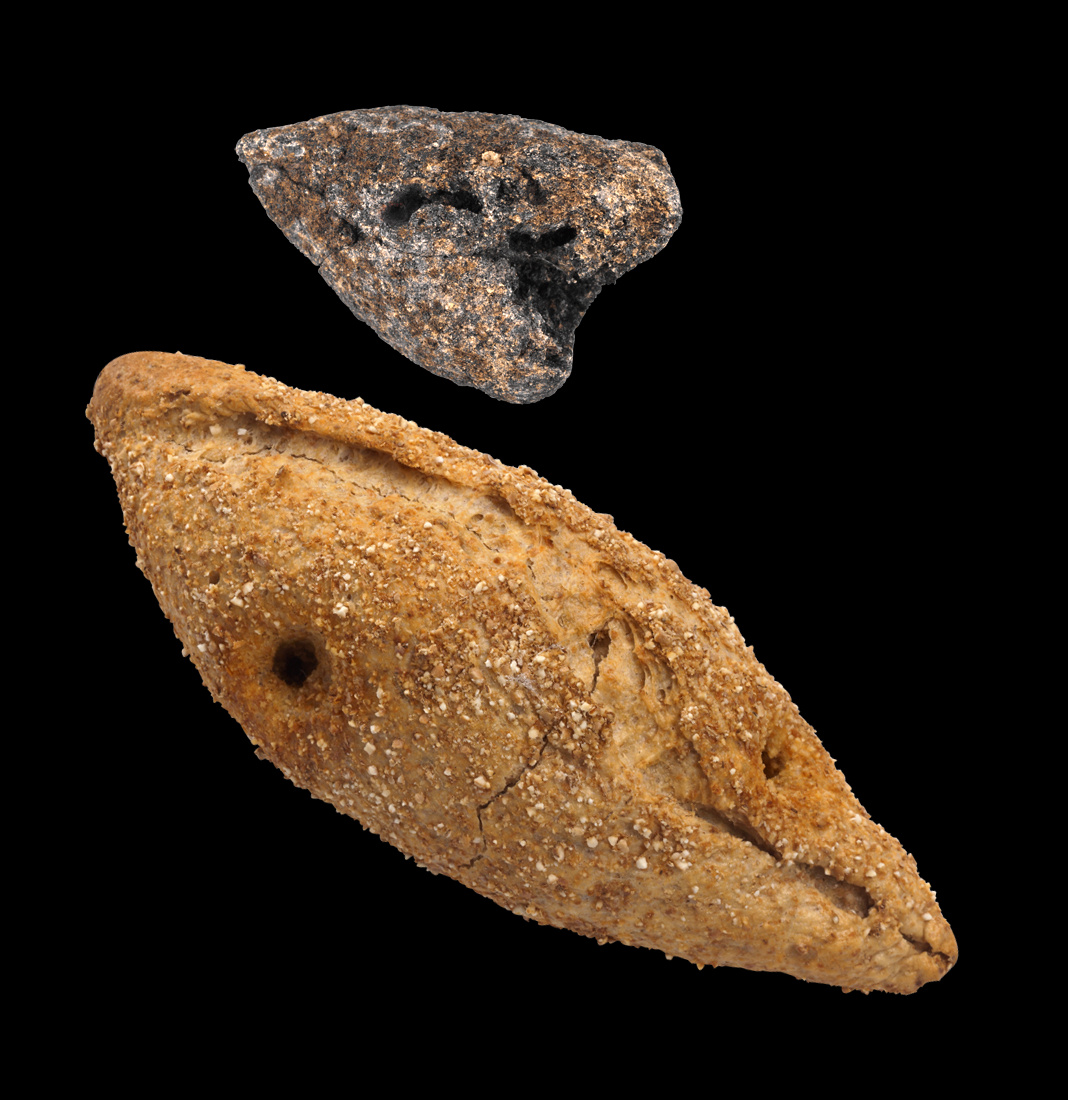
Broodje (Spitzwecke) van Ovelgönne, met reconstructie
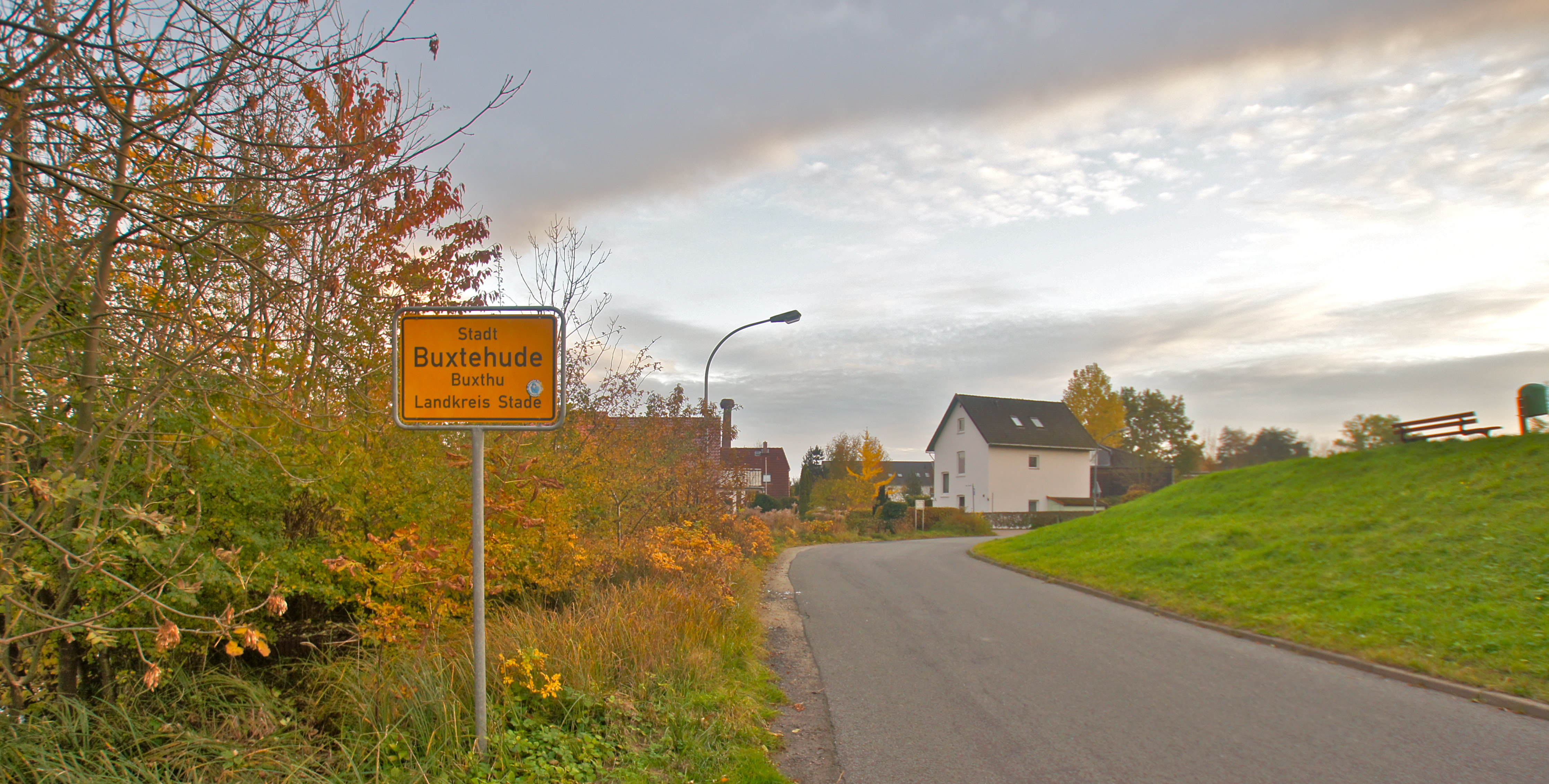
Tweetalig naambord Buxtehude/Buxthu bij het binnenrijden van de stad
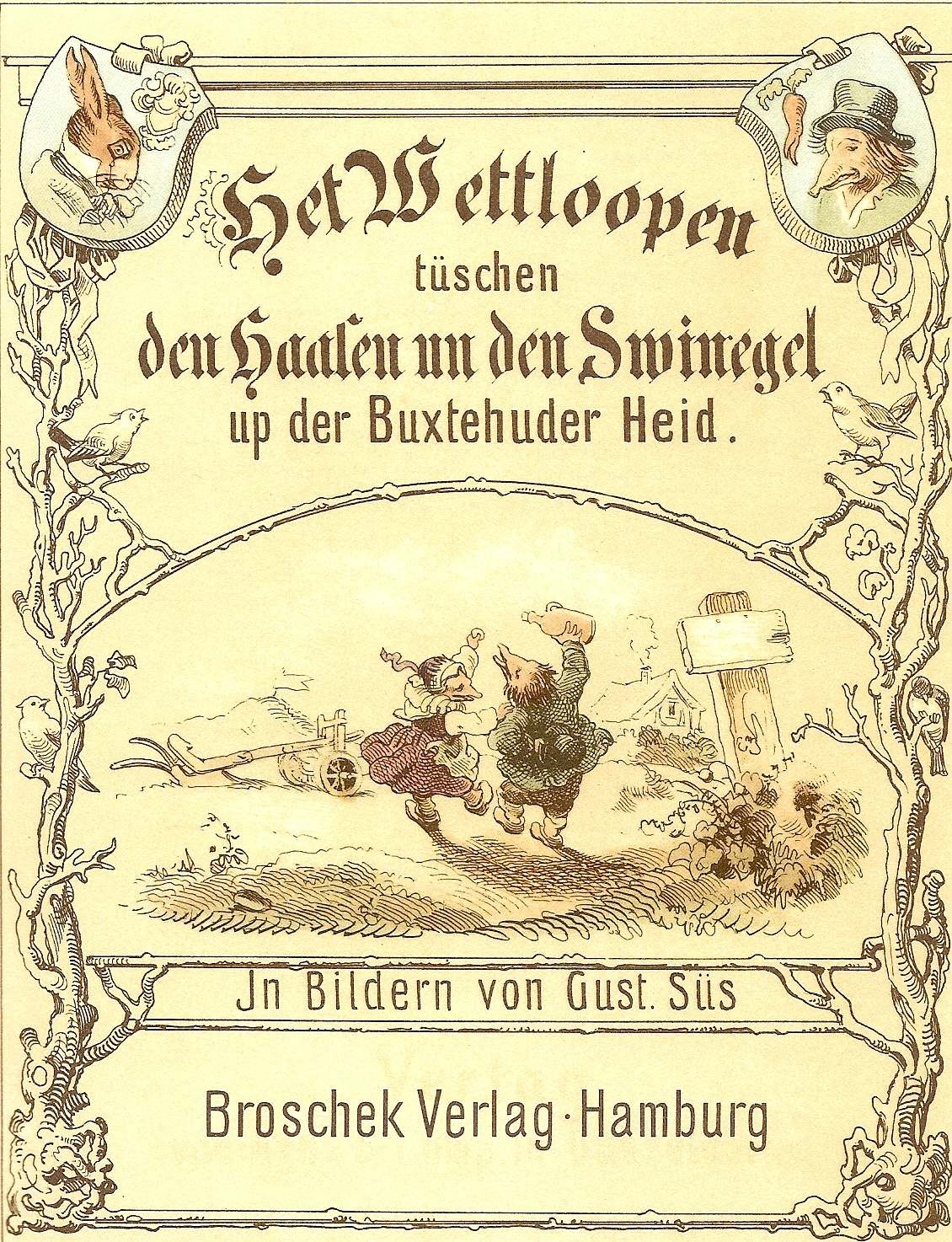
Kaft van een Nederduitse editie uit 1855 van De haas en de egel
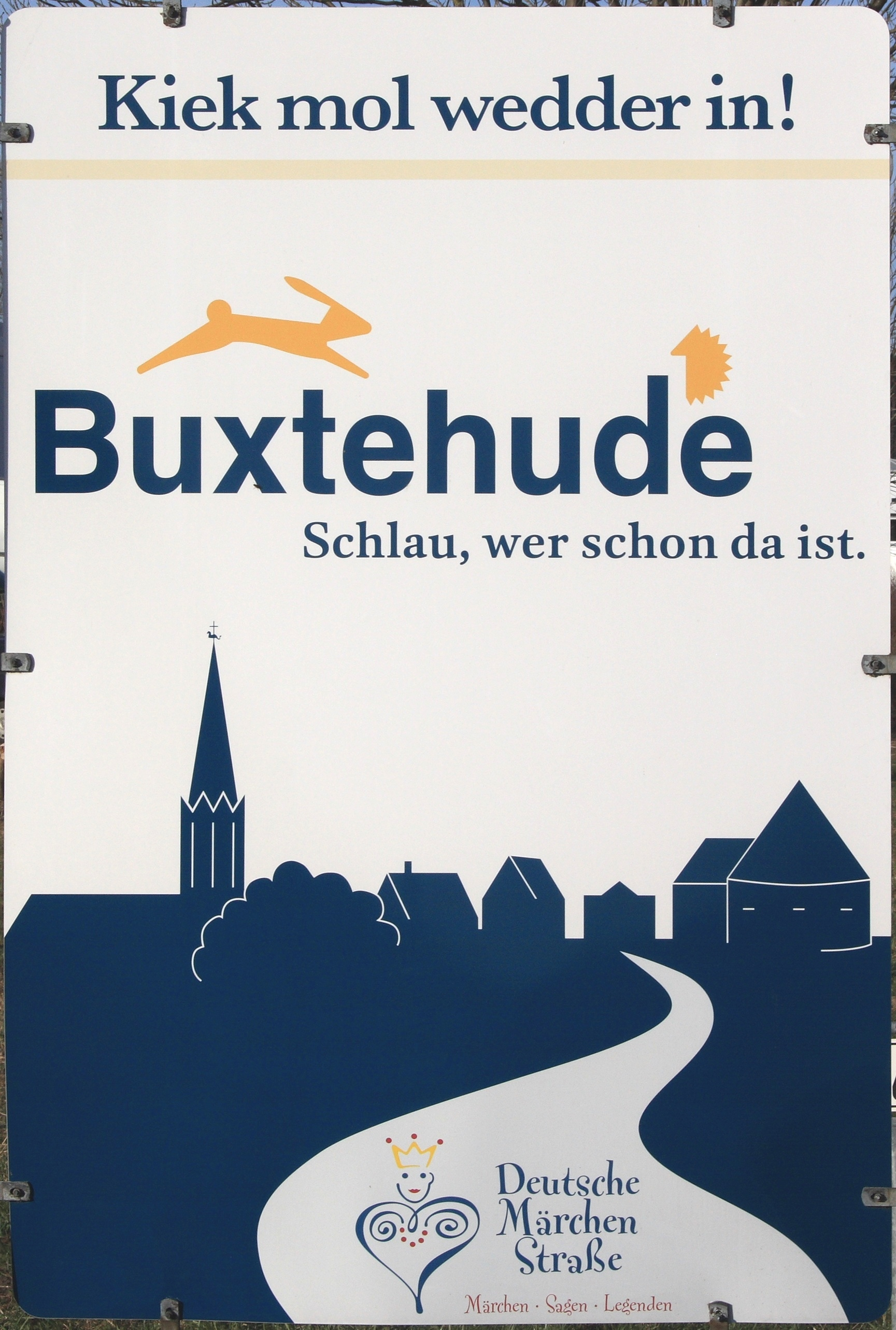
Bord bij de stadsgrens van Buxtehude met verwijzing naar het sprookje

In 1952 werd bij archeologisch onderzoek bij Ovelgönne een bizarre vondst gedaan. Er werd een hard geworden, half verbrande helft van een broodje opgegraven. Bij onderzoek bleek dit puntje (Duits: Spitzweck(e); afmetingen: 35 x 25 x 12 millimeter) te zijn gebakken tussen 800 en 500 jaar vóór de jaartelling. Het was gebakken in een steenoven. Een analyse wees uit, dat het van zeer fijn, ongegist tarwemeel was gebakken. Het broodje kan zijn weggegooid, omdat het aangebrand was; waarschijnlijker was het gebak, dat van voor die tijd goede kwaliteit was, ritueel geofferd. Het broodje is te zien in het Archeologisch Museum Hamburg te Hamburg-Harburg. Wellicht is dit het oudst bewaard gebleven broodje in Europa.
Buxtehude behoort tot de plaatsen, waar de bebouwde-komborden zowel de Hoogduitse als de Nederduitse versie van de plaatsnaam vertonen.
Het sprookje De haas en de egel, opgenomen als nummer KHM187 in Kinder- und Hausmärchen van de Gebroeders Grimm, is in 1840 in Nederduitse versie uitgegeven door Wilhelm Schröder (1808–1878). Schröder laat het verhaal zich afspelen op de hei bij Buxtehude. Sedertdien vormen de haas en de egel samen een mascotte van de stad. Mede om deze reden ligt Buxtehude aan de toeristische Duitse Sprookjesroute (Deutsche Märchenstraße).
In Zuid-Duitsland en Oostenrijk wordt de naam Buxtehude denigrerend gebruikt voor een afgelegen, onbeduidende plaats ver weg. Vergelijk voor Nederland: Lutjebroek.